# Mái ấm lạ kỳ của cô Peregrine
Mái ấm lạ kỳ của cô Peregrine (tên gốc tiếng Anh: Miss Peregrine's Home for Peculiar Children) là phim điện ảnh kỳ ảo u tối của Mỹ năm 2016 do Tim Burton đạo diễn và Jane Goldman viết kịch bản, dựa theo nguyên tác cuốn tiểu thuyết Trại trẻ đặc biệt của cô Peregrine của nhà văn Ransom Riggs. Phim có sự tham gia diễn xuất của Eva Green, Asa Butterfield, Chris O'Dowd, Allison Janney, Rupert Everett, Terence Stamp, Ella Purnell, Judi Dench và Samuel L. Jackson.
Công tác quay phim được bắt đầu từ tháng 2 năm 2015 tại Luân Đôn và vùng vịnh Tampa. Phim được ra mắt tại Fantastic Fest ở Austin, Texas vào ngày 25 tháng 9 năm 2016 và được khởi chiếu rộng rãi tại các cụm rạp vào ngày 30 tháng 9 năm 2016 hởi hãng 20th Century Fox. Tại Việt Nam, phim được khởi chiếu vào ngày 30 tháng 9 năm 2016, cùng ngày với Mỹ và thế giới. Mái ấm lạ kỳ của cô Peregrine thu về tổng cộng hơn 296 triệu USD trên toàn thế giới so với kinh phí làm phim 110 triệu USD.

## Nội dung
Trong nhiều năm, Abe Portman đã kể nhiều câu chuyện cho đứa cháu Jacob nghe về tuổi thơ chiến đấu với quái vật và khoảng thời gian trong Thế Chiến II ông sống tại "Trại trẻ đặc biệt của cô Peregrine" ở Cairnholm, Wales. Mọi người đều cho rằng những lời ông nội của Jake kể là chuyện nhảm nhí, không có thật. Rồi một ngày kia, ông nội qua đời trên tay Jacob, cái chết mờ ám giữa bãi đất sau nhà, nơi mà có thể có quái vật truy đuổi, cào xé ông trở thành nỗi day dứt không yên cho cậu.
Cuối cùng Jacob đã quyết định cùng bố đến đảo Cairnholm, nơi tọa lạc trại trẻ của cô Peregrine năm xưa. Cô Peregrine chào đón cậu và giải thích rằng cô thuộc loại người Đặc biệt được gọi là "Ymbrynes", những người có thể biến thành chim và thay đổi vòng thời gian. Và đây là nơi bắt đầu chuyến du hành về quá khứ của Jacob. Là trại trẻ mà trước kia ông sống, nơi có cô bé Emma tóc vàng lơ lửng trong không trung – lơ lửng theo đúng nghĩa đen, nơi có cặp song sinh vô diện mặc đồ trắng cũ mèm tựa như hồn ma trong phim kinh dị, nơi có cô bé nâng được đá tảng khổng lồ hay cậu bé tàng hình mặc đồ lịch thiệp, vô tư đá bóng như bao đứa trẻ khác. Jake sau đó cũng biết được rằng cậu cũng là một đứa trẻ Đặc biệt giống như ông nội, với khả năng nhìn thấy được những sinh vật tàng hình trong những câu chuyện Abe từng kể, còn được gọi là bọn "Hồn rỗng"; thêm vào đó, những kẻ Đặc biệt bị biến dạng đang tìm cách thí nghiệm lên các Ymbryne để có được nguồn năng lượng bất tử. Được dẫn dắt bởi Ông Barron, một kẻ Đặc biệt có khả năng biến hình, chúng bắt đầu săn lùng những đứa trẻ đặc biệt để lấy đi những con mắt để ăn nhằm phục hồi lại hình dáng con người. Những kẻ như thế này được gọi là bọn "Xác sống".
Một Ymbryne bị thương là Cô Avocet đã tới và giải thích rằng Barron bất ngờ tấn công dòng thời gian Tháng 1 năm 2016 của bà tại Blackpool, Anh, và đã giết toàn bộ những đứa trẻ tại đó. Hắn đang cố gắng thực hiện lại thí nghiệm đã thất bại kia bằng cách sử dụng nhiều Ymbryne hơn. Cô Peregrine cùng lũ trẻ và Cô Avocet nhanh chóng sửa soạn đồ để rời đi. Trong khi đó, Jake trở lại năm 2016 và nhận ra bọn Hồn rỗng đã tới đảo, bèn quay trở lại hang động để cảnh báo cho các bạn của mình. Tuy nhiên, cậu lại bị đuổi theo bởi Barron, lúc đó đang biến hình thành một nhà điểu học.
Barron tiết lộ rằng hắn đã cố gắng lấy thông tin địa điểm vòng thời gian của Cô Peregrine từ Abe, nhưng Hồn rỗng Malthus của hắn đã giết Abe trước khi hắn có thể làm được điều đó. Sau đó hắn đã giả dạng Bác sĩ Golan và động viên Jake đi tới hòn đảo có thể dẫn cậu tới vòng thời gian. Sau khi sử dụng Jake làm con tin, Barron đã ép Cô Peregrine tự nhốt mình trong hình dạng chim và mang cô về Blackpool, bỏ mặc Jake, Cô Avocet và những đứa trẻ khác cho Hồn rỗng Malthus.
Malthus tới và giết Cô Avocet, nhưng Jake và lũ trẻ đã trốn thoát ngay khi bom từ máy bay của Không quân Đức rơi xuống phá hủy ngôi nhà và giết chết Malthus. Không có Cô Peregrine tái khởi động, vòng thời gian đóng lại, và bọn trẻ bị kẹt lại năm 1943. Sau khi mang chiếc tàu khách The Augusta chìm dưới đáy biển lên mặt nước, bọn trẻ lái tàu tới Blackpool và bước vào vòng thời gian Tháng 1 năm 2016, chiến đấu với các Xác sống và đội quân Hồn rỗng của Barron và giải cứu Cô Peregrine và các Ymbrynes khác. Barron giả trang thành Jake để lừa bọn trẻ khi chúng đến giết hắn. Nhưng khi con Hồn rỗng cuối cùng tiến tới, Jake nhìn thấy nó và tránh đi, bỏ mặc Barron bị giết bởi Hồn rỗng, và sau đó con Hồn rỗng này cũng bị chính Jake giết.
Sau khi tiêu diệt toàn bộ bọn Hồn rỗng và tên Barron, những đứa trẻ đặc biệt quay trở về vòng thời gian của mình tại ngôi nhà ma quái của một công viên, Jake chia tay những đứa trẻ đặc biệt và ở lại (vì bọn Hồn rỗng đã bị tiêu diệt trong quá khứ nên ông của Jake vẫn còn sống). Sau khi những đứa trẻ đặc biệt đi rồi, Jake quay về nhà với ông mình. Khi về nhà, ông của cậu đã tặng cậu món quà sinh nhật sớm-đó là 1 số tiền ngoại tệ để đi tìm lại những đứa trẻ đặc biệt.

## Diễn viên
| Người đặc biệt Người lớn đặc biệt Eva Green vai Cô Alma LeFay Peregrine Terence Stamp vai Abraham "Abe" Portman Callum Wilson vai Abe hồi trẻ Judi Dench vai Cô Esmeralda Avoce Chris O'Dowd vai Franklin "Frank" Portman Trẻ đặc biệt Asa Butterfield vai Jacob "Jake" Portman Aiden Flowers vai Jake 10 tuổi Nicholas Oteri vai Jake 6 tuổi Ella Purnell vai Emma Bloom Finlay MacMillan vai Enoch O'Connor Lauren McCrostie vai Olive Abroholos Elephanta Cameron King vai Millard Nullings Pixie Davies vai Bronwyn Bruntley Georgia Pemberton vai Fiona Frauenfeld Milo Parker vai Hugh Apiston Raffiella Chapman vai Claire Densmore Hayden Keeler-Stone vai Horace Somnusson Joseph và Thomas Odwell vai Cặp Sinh đôi Louis Davison vai Victor Bruntley Bọn Xác sống Samuel L. Jackson vai Ông Barron Allison Janney vai Bác sĩ Nancy Golan Rupert Everett vai John Lamont Scott Handy vai Ông Gleeson Helen Day vai Cô Edwards Jack Brady vai Ông Clark Philip Philmar vai Ông Archer | - Kim Dickens vai Maryann Portman - O-Lan Jones vai Shelly - Jennifer Jarackas vai Susie Portman - George Vricos vai Bobby - Brooke Jaye Taylor vai Judy - Ioan Hefin vai Kev - Nicholas Amer vai Oggie - Shaun Thomas và Justin Davies vai Dylan và Worm |  |

Đạo diễn Tim Burton vào một vai diễn khách mời trong phim, là một khách đến chơi tại khu vui chơi ở Blackpool và bị Hồn rỗng quăng một bộ xương trúng người. Glen Mexted, người từng làm việc với Burton trong phim điện ảnh Lời nguyền bóng đêm và video ca nhạc "Here with Me" của ban nhạc The Killers, cũng xuất hiện trong vai một người ăn kem gần đó.

## Sản xuất
Bản quyền chuyển thể điện ảnh từ tiểu thuyết Trại trẻ đặc biệt của cô Peregrine năm 2011 của nhà văn Ransom Riggs được bán cho hãng phim 20th Century Fox vào ngày 17 tháng 5 năm 2011. Hãng Chernin Entertainment cũng ký hợp đồng sản xuất cho bộ phim, với Peter Chernin, Dylan Clark và Jenno Topping tham gia quá trình sản xuất. Vào ngày 15 tháng 11 cùng năm, trang Deadline.com xác nhận Tim Burton đang trong quá trình đàm phán để đảm nhiệm vị trí đạo diễn, và ông cũng kiêm luôn vai trò lựa chọn nhà biên kịch để chuyển thể tiểu thuyết thành phim. Ngày 2 tháng 12, Jane Goldman được thuê để chuyển thể tiểu thuyết thành kịch bản phim, tuy nhiên tại thời điểm này việc Burton có đảm nhiệm vị trí đạo diễn hay không vẫn chưa được chính thức xác nhận.
Ngày 28 tháng 7 năm 2014, Eva Green được chọn vào vai nhân vật Cô Peregrine. Ngày 24 tháng 9 năm 2014, Asa Butterfield được xác nhận đang ở trong tầm ngắm của Burton cho vai chính, nhưng tại thời điểm đó, anh chưa hề được mời tham gia vai diễn. Ngày 5 tháng 11 năm 2014, Ella Purnell được mời tham gia bộ phim và đang trong giai đoạn đàm phán cuối cùng; Butterfield cũng được xác nhận tham gia phim với vai nữ chính, và hiện đang là lựa chọn tốt nhất. Ngày 6 tháng 2 năm 2015, Samuel L. Jackson được thêm vào dàn diễn viên với vai Barron, và Butterfield chính thức được xác nhận sẽ đảm nhiệm vai nữ chính thứ hai. Terence Stamp, Chris O'Dowd, Rupert Everett, Kim Dickens và Judi Dench được xác nhận tham gia dàn diễn viên vào ngày 12 tháng 3 năm 2015.
Công tác quay phim được bắt đầu từ tháng 4 năm 2014 tại Luân Đôn. Ngày 17 tháng 2 năm 2015, tờ Tampa Bay Times tiết lộ rằng một vài phân cảnh trong phim được quay tại Florida. Quá trình quay phim chính bắt đầu vào ngày 24 tháng 2 năm 2015 tại vùng vịnh Tampa. Công tác quay phim diễn ra trong vòng hai tuần tại hai quận Hillsborough và Pinellas ở khu vực Florida. Đây là phim điện ảnh thứ hai của Tim Burton được quay tại vùng vịnh Tampa, với phim trước đó là Edward Scissorhands vào năm 1989. Công việc sản xuất sau đó được dời tới Lâu đài Caerhays và Minions tại Cornwall, và Blackpool tại Vương quốc Anh, và Brasschaat, một vùng đô thị gần Antwerp, Bỉ.

## Âm nhạc
Phần nhạc nền của Mái ấm lạ kỳ của cô Peregrine được biên soạn bởi Mike Higham và Matthew Margeson. Album nhạc phim được phát hành vào ngày 11 tháng 10 năm 2016 bởi hãng ghi âm La-La Land Records. Ban nhạc Florence and the Machine cũng đóng góp một bài hát cho phần nhạc phim, lấy tựa là "Wish That You Were Here", được phát trong phần credit cuối phim.

## Phát hành
Mái ấm lạ kỳ của cô Peregrine ban đầu được lên lịch công chiếu vào ngày 31 tháng 7 năm 2015. Lịch công chiếu sau đó được chuyển xuống ngày 4 tháng 3 năm 2016, rồi lại tiếp tục bị rời xuống ngày 25 tháng 12 năm 2016, trước khi được xác nhận lại ngày chiếu chính thức là 30 tháng 9 năm 2016. Tại Việt Nam, phim cũng được chiếu vào cùng ngày 30 tháng 9 năm 2016. Còn tại Đài Loan, phim được chiếu sớm ba ngày vào ngày 27 tháng 9 năm 2016.

### Doanh thu phòng vé
Mái ấm lạ kỳ của cô Peregrine thu về 87,2 triệu USD tại khu vực Mỹ và Canada, và 209,2 triệu USD tại khu vực ngoại địa, nâng tổng mức doanh thu phòng vé lên tới 296,4 triệu USD, so với kinh phí làm phim là 110 triệu USD.
Tại Mỹ và Canada, phim được công chiếu cùng thời điểm với Deepwater Horizon: Thảm họa dàn khoan và được dự đoán sẽ thu về 25 triệu USD từ 3.522 rạp chiếu phim trong dịp cuối tuần ra mắt. Tổng cộng, phim thu về 28,9 triệu USD trong ba ngày cuối tuần đầu công chiếu, xếp nhất trên bảng xếp hạng doanh thu phòng vé tuần. Doanh thu ra mắt này khá tương đồng với doanh thu 29,7 triệu USD của Lời nguyền bóng đêm vào năm 2012, phim kinh phí lớn gần đấy nhất của Burton. Tạp chí Variety gọi đây là "một khởi đầu xoàng xĩnh" khi mà kinh phí làm phim lên tới 110 triệu USD.
Mái ấm lạ kỳ của cô Peregrine ra mắt tại vị trí quán quân tại Nga (6,3 triệu USD), Pháp (5,3 triệu USD), México (3,8 triệu USD), Úc (3,1 triệu USD), Brazil (2,7 triệu USD) và Philippines (1,7 triệu USD) và đồng thời cũng là phim của Burton có doanh thu cao nhất tại Malaysia và Indonesia. Tại Hàn Quốc, phim ra mắt tại vị trí á quân với 5,2 triệu USD. Phim được khởi chiếu tại Trung Quốc và Ý vào tháng 12 năm 2016 và tại Nhật Bản vào tháng 2 năm 2017.

### Đánh giá chuyên môn
Mái ấm lạ kỳ của cô Peregrine nhận được nhiều đánh giá khác nhau từ giới phê bình điện ảnh. Trên trang Rotten Tomatoes bộ phim nhận được mức đánh giá 64% dựa theo 198 bài nhận xét, đạt điểm trung bình 5,9/10. Trang web này nhận xét. "Mái ấm lạ kỳ của cô Peregrine chứng tỏ đây là một mảnh ghép phù hợp cho phong cách dị biệt của Tim Burton, dù phim nặng về hiệu ứng hình ảnh hơn là cốt truyện." Trên Metacritic, phim đạt số điểm 57 trên 100, chấm theo 43 nhà phê bình, chủ yếu là "các đánh giá hỗn tạp và trung bình". Lượt bình chọn của khán giả trên trang CinemaScore cho bộ phim điểm "B+" trên thang từ A+ đến F.

### Giải thưởng
| Giải thưởng                     | Ngày                 | Hạng mục                                                        | Đề cử                                                                           | Kết quả | Nguồn         |
| ------------------------------- | -------------------- | --------------------------------------------------------------- | ------------------------------------------------------------------------------- | ------- | ------------- |
| Costume Designers Guild         | 21 tháng 2 năm 2017  | Xuất sắc trong phim kỳ ảo                                       | Colleen Atwood                                                                  | Đề cử   | [ 29 ]        |
| Globes de Cristal Award         | 30 tháng 1 năm 2017  | Phim nước ngoài xuất sắc nhất                                   | Tim Burton                                                                      | Đề cử   | [ 30 ]        |
| Hollywood Music in Media Awards | 17 tháng 11 năm 2016 | Bài hát gốc xuất sắc nhất – Phim khoa học viễn tưởng/kỳ ảo      | "Wish That You Were Here" – Florence and the Machine                            | Đề cử   | [ 31 ] [ 32 ] |
| Giải Sự lựa chọn của Công chúng | 18 tháng 1 năm 2017  | Phim chính kịch yêu thích nhất                                  | Mái ấm lạ kỳ của cô Peregrine                                                   | Đề cử   | [ 33 ]        |
| Giải Sao Thổ                    | 28 tháng 6 năm 2017  | Phim kỳ ảo hay nhất                                             | Mái ấm lạ kỳ của cô Peregrine                                                   | Đề cử   | [ 34 ]        |
| Visual Effects Society Awards   | 7 tháng 2 năm 2017   | Hiệu ứng hình ảnh xuất sắc trong phim điện ảnh sử dụng hiệu ứng | Jelmer Boskma, Frazer Churchill, Hal Couzens, Andrew Lockley và Hayley Williams | Đề cử   | [ 35 ]        |
| Women Film Critics Circle       | 19 tháng 12 năm 2016 | Phim gia đình xuất sắc nhất                                     | Mái ấm lạ kỳ của cô Peregrine                                                   | Đề cử   | [ 36 ]        |